# Sason andamanicum
Espèce
Synonymes
- Satzicus andamicus Simon, 1888

Sason andamanicum est une espèce d'araignées mygalomorphes de la famille des Barychelidae.

## Distribution
Cette espèce est endémique des îles Andaman en Inde,.

## Description
La carapace du mâle décrit par Raven en 1986 mesure 5,00 mm de long sur 4,75 mm et l'abdomen 4,67 mm de long sur 3,42 mm.

## Publication originale
- Simon, 1888 : Études sur le arachnides de l'Asie méridionale faisant partie des collections de l'Indian Museum (Calcutta). II. Arachnides recueillis aux îles Andaman par M. R. D. Oldham. Journal of the Asiatic Society of Bengal, vol. 57, no 1, p. 282-287.